# Hylesia schausi
Hylesia schausi är en fjärilsart som beskrevs av Dyar 1913. Hylesia schausi ingår i släktet Hylesia och familjen påfågelsspinnare. Inga underarter finns listade i Catalogue of Life.